# 陽勝駅
陽勝駅（ヤンスンえき、朝鮮語: 양승역）は、朝鮮民主主義人民共和国咸鏡南道徳城郡陽勝里にある駅で、徳城線に属する。

## 隣の駅
徳城線
主義洞駅 - 陽勝駅 - 島坪駅